# 頡跌伊施可汗
頡跌伊施可汗（？—744年），后突厥汗国时期拔悉密可汗。
天宝元年（742年）八月，一说开元二十九年（741年），突厥可汗骨咄葉護被拔悉密、回紇、葛邏祿三部所杀，拔悉密酋長自立為頡跌伊施可汗，又作贺腊毗伽可汗，回紇首领骨力裴罗、葛邏祿首领自為左、右葉護。突厥餘眾共立烏蘇米施可汗（判阙特勤之子），天宝三年（744年）八月，烏蘇米施可汗被拔悉密部頡跌伊施可汗与回鹘部骨力裴罗联兵所殺，遣使报唐。不久漠北内乱，拔悉密被回紇、葛邏祿联兵所破，頡跌伊施可汗被杀。